# ナチスの女性政策

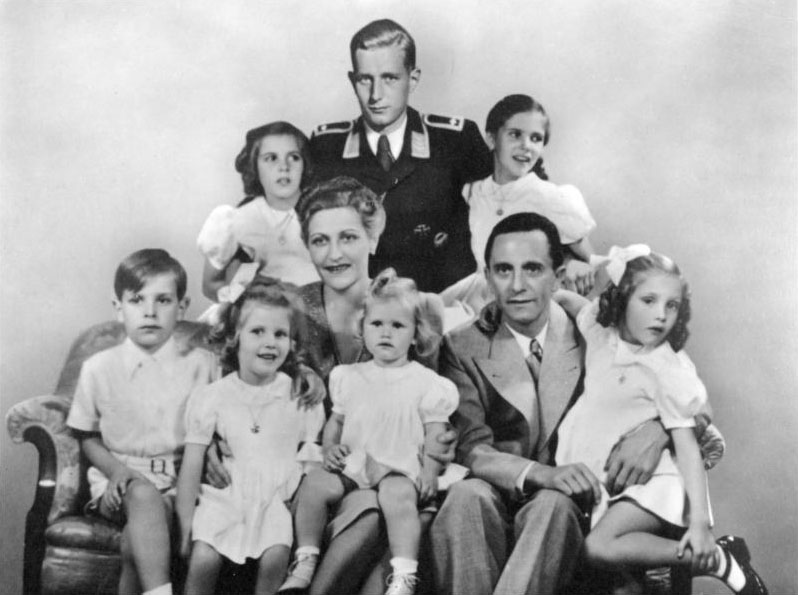
宣伝相ヨーゼフ・ゲッベルス一家。ゲッベルスの妻マクダ・ゲッベルスは7人の子を育てナチズムにおける理想の女性像として喧伝された。

ナチスの女性政策（ナチスのじょせいせいさく）では、国家社会主義ドイツ労働者党（ナチ党）の思想と運動（ナチズム）における女性政策および、ナチス・ドイツ体制期のドイツとその占領地域における女性政策について記述する。

## ナチズムにおける女性観
ナチズムにおけるあるべき女性観は、「価値ある血統の血を増殖させる」ために多産する、「控えめで、従順で、献身的な主婦」であった。総統アドルフ・ヒトラーは『我が闘争』において「（女子教育の）不動の目的は未来の母親」であると明言していた。この見解に基づき、折から高揚していた女性解放運動はナチズムにとって唾棄すべき存在と見られ、党のイデオローグの一人アルフレート・ローゼンベルクも「女性解放（婦人運動）からの解放」を唱えていた。ゴットフリート・フェーダーもまた「世の中の最も神聖なもの、つまり処女であり、かつ侍女である婦人」を取り戻さなくてはならないと主張していた。
当然ながら女性が政治や経済的な立場で活躍することは容認されなかった。ローゼンベルクは「裁判官、兵士、国家の指導者は男でなければならない」と記しており、ヒトラーもまた「彼女たち（理想的なゲルマン女性）は会社や議会へのあこがれを持たない。親しみ慣れた家、愛する夫と、たくさんの幸せな子供たちがいればいいのだ。」と語っている。このため1921年の党員集会において、女性が政治指導部や重要な役職に就くことはないという決議が行われている。

## ナチ党の女性対策と女性からの支持
しかしこれらの政策を前面に押し出すことは、ヴァイマル憲法によって参政権を獲得した女性達の票を失う恐れがあった。現に政敵達からは「子供を産むこと以外、女性に何の使命も与えず、女性を見下そうとしている」と非難された。ヒトラーは女性票を獲得するため、「（男性にとって女性は）異性の同志であり、労働の同志である」「男性は生のオーガナイザーであり、女性はその助手にして執行機関である」等と女性を尊重しているように見せかけた。ヒトラー自身も「礼儀正しく、感じがいい」として女性に人気があり、エルザ・ブルックマンやヘレーネ・ベヒシュタイン、ヘレーネ・ハンフシュテングルといった上流階級の女性たちの熱心な支持も獲得した。
また一般の女性にとってもヒトラーは人気があった。ミュンヘン一揆の裁判後には、面会を求める女性支持者が殺到して花束を贈り、ヒトラーがつかった浴槽で入浴させてくれという者すら現れた。またエゴン・ハンフシュテングルは、一人の婦人がヒトラーが踏んだ小石を瓶に入れ、陶酔して抱きしめている姿を目撃している。ドイツ共産党の国会議員だったユルゲン・クチンスキは「NASDAP（ナチ党）のような政党にあれほど多くの女性が殺到したことは、ドイツ史上一度だになかったことである。」と評している。しかし、ヒトラー自身は「結婚すれば多くの婦人票を失うことになる」という考えの下で結婚せず、愛人エーファ・ブラウンの存在をも隠し続けた。
これらのことからしばしば「女性がヒトラーとナチ党を権力の座につけた」と評価されることがある。ヨアヒム・フェストは「女性がヒトラーを単純化し表象し、見つけ出して選び出して神格化した」と評しており、甚だしい場合にはヴァイマル憲法が女性に参政権を与えなければナチ党の台頭はなかったという批判も存在する。一方でアンマリー・トレーガーは、当時の女性がより保守的な政党（中央党、ドイツ国家人民党、ドイツ人民党など）に投票する傾向が強かったことをあげ、さらにナチ党に投票した割合は男性より少ないと反論した。トレーガーはヴァイマル共和政時代の女性はドイツ帝国時代とほとんど変わらず家庭の中にあり、自分自身の意思を表明できる立場にはなかったとした。

## ナチ党における女性党員

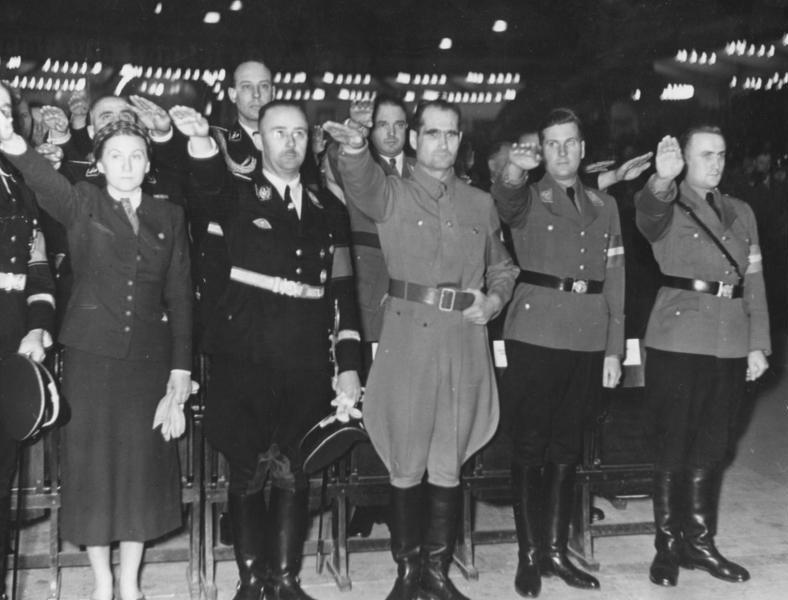
1939年2月13日、前列左からショルツ＝クリンク、ハインリヒ・ヒムラー、ルドルフ・ヘス、バルドゥール・フォン・シーラッハ、アルトゥール・アクスマン

しかしナチ党の組織に女性やそのグループが存在しないわけではなかった。マクダ・ゲッベルスなど党内には多くの女性党員が存在したが、彼女たちを統括する公式な組織が設置されていなかったため、女性党員は少人数なグループを作り、討議やポスター貼りや党員勧誘などの党活動を行った。代表的な存在としては、1923年に「女性団赤色ハーケンクロイツ」を結成したエルスベート・ツァンダーや、1926年に「女性闘争連盟」を結成したグイダ・ディールがいる。
しかしこれらのグループ同士の対立が激しくなると、ディールは女性組織の一本化を構想するようになった。ディールの構想を党組織指導者グレゴール・シュトラッサーは支持し、1931年にすべての党内女性組織は解散され、「国家社会主義女性同盟」に一本化された。ツァンダーが最初の女性同盟指導者となったが、シュトラッサーがディールにも同程度の権限を与えたため、抗争はなおも収まらなかった。さらにその後は若手の指導者であるリューディア・ゴチェフスキーと、パウラ・ズィーバーらによる争いが激しくなった。彼女たちは女性の地位向上を考えており、党指導部はこれらの思想を容認しなかった。1933年10月には男性であるゴットフリート・クルマッハーが女性同盟指導者となり、男性上位の思想を植え付けようとしたが、彼の指導に女性達は従わず、かえって女性達の士気の低下を招いた。一方で1932年には20万人を抱える「ドイツ主婦連盟」がナチ化を受け入れ、ナチ党の支持団体となっている。
党指導部は1934年2月にゲルトルート・ショルツ＝クリンクを女性同盟指導者に任命した。ショルツ＝クリンクはこれまでの女性指導者達と異なり、指導部に従順でありながら、実務能力は高かった。また彼女は30代半ばと若く、「アーリア人的」な風貌をしていた上、4人の子を出産していた。5月にはズィーバーがショルツ＝クリンクの運動によって失脚し、以降女性団の混乱は収束した。11月にはショルツ＝クリンクが「全国女性指導者」に任じられ、ドイツ国内すべての女性組織の責任者となった。

## ナチ体制期における女性政策

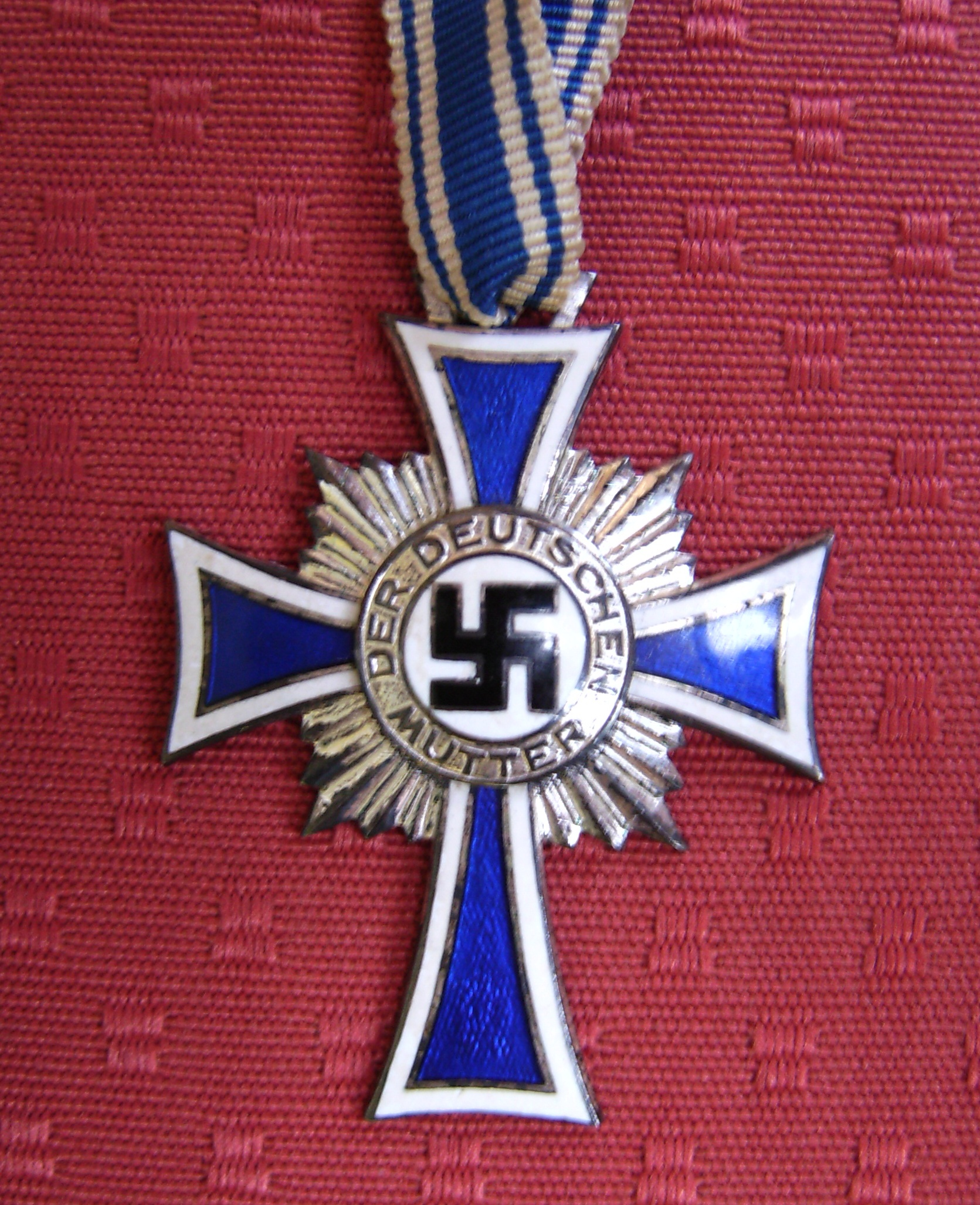
6人もしくは7人の子を生んだ母親に授与された二級母親名誉十字章銀章。
4人もしくは5人の子を生んだ母親には三級銅章が、8人以上の子を生んだ母親には一級金章がそれぞれ与えられた。

### 家庭への復帰と多産奨励
ナチスが政権獲得後に行った最初の女性政策は、女性の家庭への復帰であった。72人の上級公務員の女性は全員免職され、州や自治体の女性官吏1万9千人も「家族による扶養が可能である場合」という条件付きで免職された。「家庭経済に戻れ！」というスローガンの元、女子失業者は、農業や家庭内労働への復帰が促進された。女性教師の割合は15％減少し、女性の大学進学も全体の10％に制限された。1933年6月1日にはいわゆる「結婚奨励法」が制定され、女子労働者は退職し、再就職をしないと誓約することで、結婚資金の無利子貸し付けを受けることができるようになり、さらに子を多く産む毎に返済が免除された。一方で家政婦については雇用主への各種優遇措置がとられ、雇用は奨励された。家政婦は家庭労働の見習いであり、若い女子が将来よき主婦になるためふさわしい仕事と考えられていた。このため家事の合理化によって家政婦雇用が減少することは望ましくないと考えられ、家庭生活の合理化は抑制された。しかし経済復興に従って、工場労働を望む女性が増加したため、当局は抑制措置を執らなければならなかった。
1935年9月15日からは4人以上の子を持つ家庭に補助金が支給されることとなり、1939年からは4人以上の子を産んだ母親に「ドイツ母親名誉十字章」が授与されることとなった。ただしこれらの待遇は、ニュルンベルク法によって規定された、アーリア系の血をもつ「ライヒ市民」に限られ、ユダヤ人やロマについては援助は行われなかった。
1934年9月、ナチ党党大会の後で、ヒトラーは女性団の前で初めて演説を行い、女性党員達を運動の同志と賞賛しながらも、「女性の世界は夫であり、家族であり、子どもたちであり、家だからである」とよき主婦であることを求めた。女性の社会進出を望んでいた一部の女性党員は失望し、「新国家が女性を必要としないことを知っていたら、ヒトラーのために運動することなど、絶対無かったでしょう」と回想している。
一方で1935年5月21日に制定された国防法では女性にも国防に対する義務が課せられ、同年6月2日には新防空法によって、航空大臣の指揮の下、女性も防空任務につくことが決定された。しかし全国労働奉仕法によってすべての男性に労働奉仕が義務づけられたのに対し、女性の場合は1939年9月15日までは志願制であった。

### ナチ体制期の女性政治組織
全国女性指導者ショルツ＝クリンクは、総統代理ルドルフ・ヘスに直属する中央部局長の地位を与えられ、ナチ党指導部を構成する全国指導者の下位に位置づけられた。ショルツ＝クリンクは自ら統括する全国女性指導部にインテリの女性を多く集め、多分野での情報収集・分析能力を高めることで自らの発言力を高めようとした。
女性指導部は『国家社会主義女性展望』などの女性雑誌の発行や、啓発運動などのプロパガンダに従事した。またドイツ初の女性団体であった「ドイツ女性団体連合」は1933年5月に解散し、非ナチ系の女性組織は「ドイツ女性事業団」に一本化された。1937年にはヒトラーユーゲントの下にあったドイツ女子同盟が国家社会主義女性同盟の下部組織となり、少女に対する教育も女性指導者の管轄に置かれることとなった。

## 第二次世界大戦下の女性政策

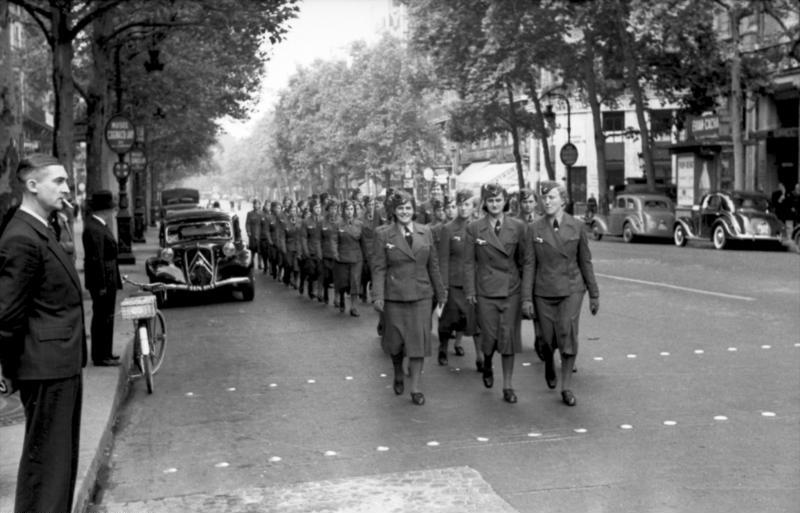
1940年、パリ市内を行進する国防補助員

しかしナチズムの女性観は、工業力を増進させなければならない国家総力戦においては大きな足かせとなった。さらに徴兵された兵士に対して行われた各種手当てによって、女性は無理に労働する必要が無くなり、1941年5月31日までの間に女性労働者は3％以上、およそ45万人減少している。
しかし労働力の逼迫が切実となると、女子の労働に否定的なナチス首脳も動かざるを得なくなった。1941年4月27日にフランツ・ゼルテ労働相は工場における女性労働の拡大を提議して合意を得た。この「国防任務のための女子配置令」は15歳から40歳までの未婚女性に対して労働配置のための適格審査申し込みを義務づけるというものであった。また女性に対する賃金は、男性と同程度の成果を上げたものが男性と同一の賃金を得られるが、それ以外の女性は男性の80％の賃金となることが定められた。一方でショルツ＝クリンクらの主張により、妊婦や出産直後の女性に対して激しい労働をさせないという母性保護法が制定されている。これにより女子労働奉仕は拡大され、ドイツ国防軍においても、軍政分野の事務、電話交換手、タイピスト、看護師や防空任務などに動員されるようになった。これらの国防任務に就く女性は「国防補助員」とよばれ、正式な軍人としての扱いは受けなかった。1942年にショルツ＝クリンクは「占領地域に動員されたドイツ女性と女子青年担当全権代理」に任命され、軍の動員に対する発言を表明する機会を獲得し、1943年10月の会議において国防補助員を女性兵士と認めるよう主張したが、受け入れられなかった。1944年7月の段階で30万人の女性が国防軍における任務に就いていた。ハンナ・ライチュなど、戦闘機やヘリコプターのテストパイロットとして活躍し、一級鉄十字章を授与された女性もいる。
1944年に中央計画会議と軍需省は、女子の工場配置率が46％に過ぎないとし、さらなる女性労働力を要求した。しかし労働力配置総監フリッツ・ザウケルはイギリスと同程度の60％の女性が就労済みであると反論した。11月の段階になると国防補助員への志願プロパガンダが盛んとなった。1945年になるとナチズムの建前を維持することも困難となり、2月にはヒトラーも女性陸軍大隊の試験設置に関する命令を出したが、結局実現されなかった。国防軍は3月23日に例外として、国内における国防任務に就く女性に対して、小火器の武装を認める通達を発令した。また『フェルキッシャー・ベオバハター』などでは武装した女性の写真がプロパガンダとして用いられることもあった。
戦後、アメリカの戦略爆撃調査団が行った調査によると、ドイツの女子未就労者は1939年には151万人であったのに対し、1944年には130万人となっており、新たに就労した女性は21万人と見られている。同時期のイギリスでは50万人が新たに就労しており、戦略爆撃調査団はドイツの女性労働が本格的なものではなかったと結論している。しかし歴史家のリチャード・オーバリーは、女性が労働力人口に占める割合は、イギリスでは最大37.9％であったのに対し、ドイツでは51％に達していたと反論している。

## 評価と研究
ナチズムと女性の関わりについては、ナチ党の進出をもたらしたのが女性であり、「ファシズムの下で子供を産んだ女性は、どの女性もファシストである」という積極的な加担者としての言説、ナチ党の反ユダヤ主義が男性心理によってのみ表象されるという見解をとるマルガレーテ・ミッチャリヒのような女性が純粋にナチズムの被害者であったとする立場など、二元論的な見方をされることがあった。特にフェミニズムや女性研究の場では、ナチ時代における、性としての女性の責任問題が論じられてきた。被害者や抵抗者としての女性を強調し、加害者としての女性像を無視する立場があり、こうした立場を批判する者からは、ナチズムにおける女性の責任を回避する目的があると見られた。
1980年代になると、強制収容所の看守など、ナチスに荷担した加害者としての女性を扱う書籍が増加し始めた。1987年、クリスティーナ・トゥエルマー＝ロールはその著書で、女性は父権的なナチス社会における消極的な共犯者であると位置づけた。1989年にはクラウディア・クーンズが著書『父の国の母たち』において、女性達は自ら望んで「女性による慈善、母性、家庭における活動」を行うことによって、ナチ党の価値観を信奉し、ナチズムの加担者となったとした。これに対してギゼラ・ボックはクーンズがナチズムに反対した女性達の存在を無視していると指摘した上で、「子供を産み育てることや、伝統的な家庭での役割を行うことが罪であるのか」と批判した。
1995年にはベルンハルト・シュリンクが小説『朗読者』を発表。ドイツ人がドイツ人戦犯を裁いた60年代のフランクフルト・アウシュビッツ裁判に絡め、ナチズムに利用されたドイツ人女性を描いた。同小説は2003年に日本語版も出版され、2008年には英国の映画監督スティーブン・ダルドリーによって映画化。米独合作映画『愛を読むひと』はアカデミー賞5部門にノミネートされた。